# Zidine (Republika Serbska)
Zidine (cyr. Зидине) – wieś w Bośni i Hercegowinie, w Republice Serbskiej, w gminie Novo Goražde. W 2013 roku liczyła 547 mieszkańców.